# アニューシャ・アンサリ

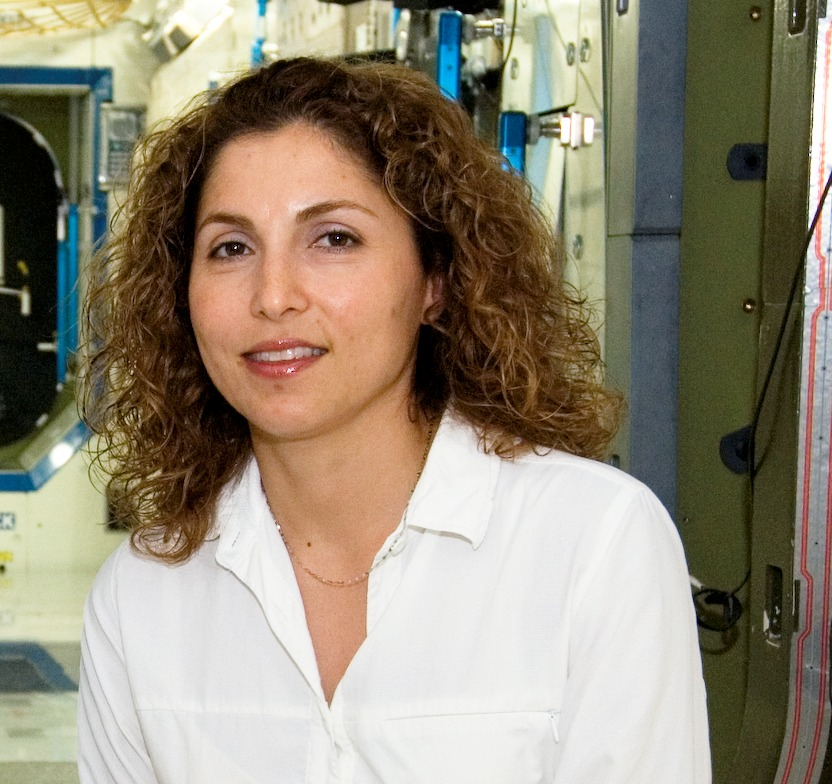
アニューシャ・アンサリ

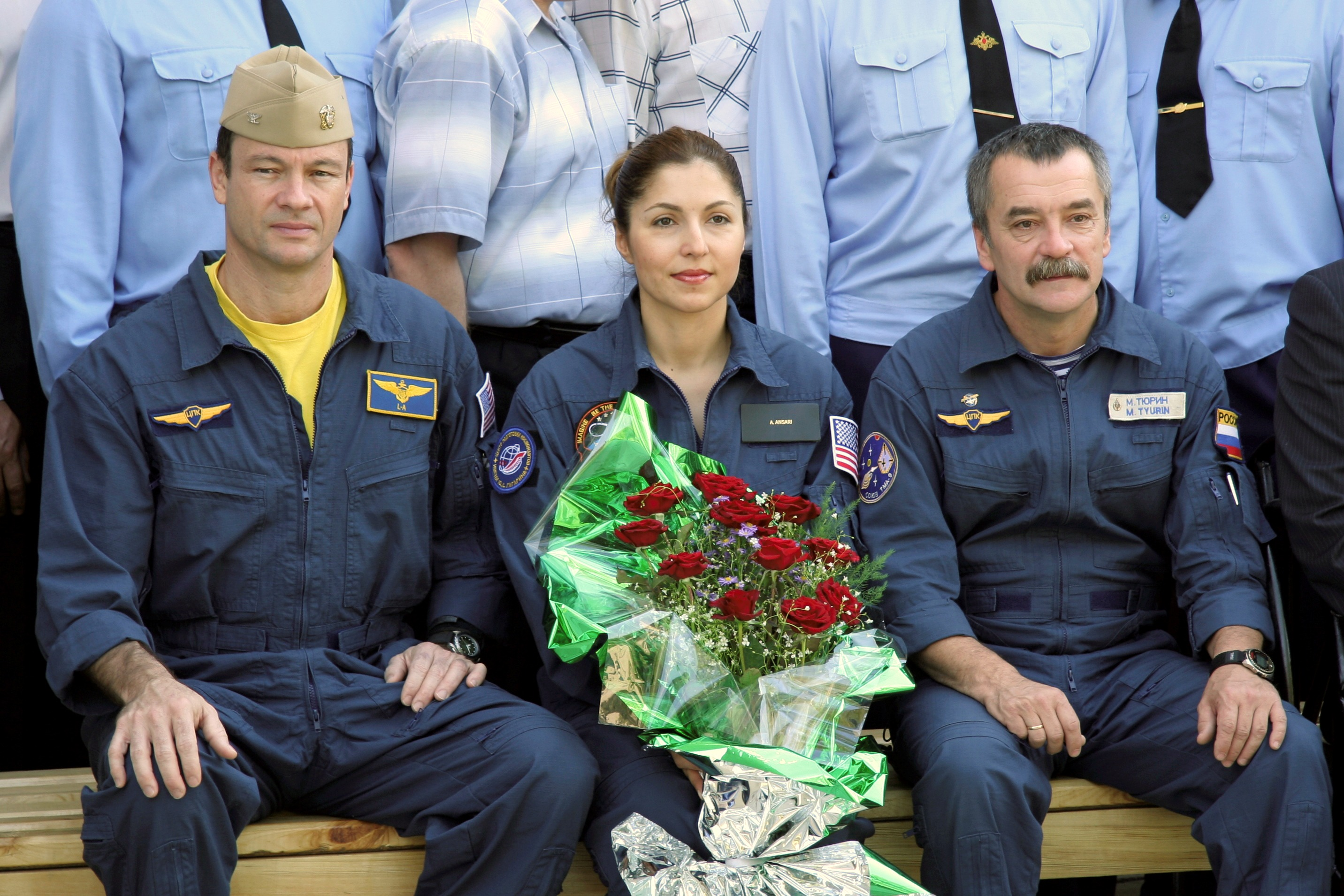
宇宙旅行出発前のアンサリ

アニューシャ・アンサリ（ペルシア語：انوشه انصاری、英：Anousheh Ansari、1966年9月12日 - ）は、アメリカ　テキサス州の企業プロデア・システムズ社（Prodea Systems, Inc.、略称：PSI）の創業者で最高経営責任者。
莫大な資産を保有する資産家であり、実力のある若き女性実業家として知られる。民間女性で世界初の宇宙旅行者。

## 経歴
イランのマシュハド生まれ。1984年、アメリカ合衆国に移住。1993年に夫らとPSIを創業。2004年5月5日、宇宙旅行を成し遂げた民間チームに贈られる賞（優勝賞金1000万ドル）であるX PRIZE（エックスプライズ）の運営基金に資金提供を申し出て、自らの名を冠したAnsari X Prize（アンサリ・エックスプライズ）となった。
アンサリ・エックスプライズは、2004年10月4日にカリフォルニア州モハーベ空港の上空100キロメートルで宇宙との境界を越え、規定の条件を成し遂げたと認定されたスペースシップワンが賞金を獲得した。
2005年10月18日に福岡国際会議場で開催され、ライブドアの堀江貴文社長らが出席した国際宇宙会議のパネルディスカッションにゲスト参加するため、来日した。
2006年9月にロシアの宇宙船ソユーズTMA-9で10日間宇宙旅行した。参加費は日本円で約23億円、搭乗を予定した榎本大輔が健康上の理由で参加を中止したため、バックアップのアンサリが搭乗した。TMA-9は9月18日に打ち上げて20日に国際宇宙ステーションとドッキングした。29日に帰還船がカザフスタンへ帰還した。